# Combined Chiefs of Staff
Combined Chiefs of Staff (CCS) var de Vestallieredes øverste militære ledelse under 2. Verdenskrig. Den bestod af den britiske Chiefs of Staff Committee og den amerikanske Joint Chiefs of Staff. 
Efter at være blevet dannet i 1942 holdt CCS i reglen sine møder i Washington. Da de britiske militære chefer ikke kunne forventes til stadighed at være til stedet tusinder af kilometer væk fra deres hovedstad London, etableredes en britisk Joint Staff Mission som en permanent repræsentation i Washington D.C., der skulle varetage britiske interesser.  Joint Staff Mission repræsenterede alle tre værn og omfattede bl.a. feltmarskal Sir John Dill (som efter sin døds blev erstattet af feltmarskal Sir Henry Maitland Wilson) og admiral Sir James Somerville.
Den samlede CCS mødtes som regel kun ved krigens store konferencer om overordnet strategi, såsom Casablanca-konferencen. Ved Casablanca-konferencen i januar 1943 blev general Frank Maxwell Andrews udpeget til chef for alle De Forenede Staters styrker i Europa.  
De vigtigste medlemmer af CCS var den amerikanske generalstabschef general George C. Marshall og general sir Alan Brooke (senere Viscount Alanbrooke), chef for den britiske imperiegeneralstab. 
Selv om den stod til ansvar overfor både den britiske og den amerikanske regering havde CCS kontrol over styrker fra mange lande i alle krigsområderne, herunder Stillehavet, Indien og Nordafrika. Det kan roligt siges, at den grad af integration, som CCS opnåede mellem militær fra forskellige nationer aldrig er blevet gentaget eller overgået i krigshistorien. 

## Eksterne kilder
- Referater af konferencer mellem Combined Chiefs of Staff, 1941-1945, Dwight D. Eisenhower Presidential Library